# Märtha Louise van Noorwegen
Märtha Louise (Oslo, 22 september 1971), prinses van Noorwegen, is de dochter van koning Harald V en koningin Sonja van Noorwegen en de oudere zuster van kroonprins Haakon.
De prinses volgde een opleiding tot fysiotherapeute, waarvoor ze onder meer tussen 1998 en 2000 een stage liep in Maastricht. Tijdens deze stage leerde ze van voormalig topruiter Henk Nooren in Guttecoven de fijne kneepjes van het paardspringen. Haar doel was om, net als haar opa en vader, deel te nemen aan de Olympische Spelen. Eind 1999 vertrok ze weer naar Noorwegen.
Na haar opleiding oefende zij haar beroep niet uit, maar begon een eigen productiebedrijf op het gebied van Noorse volksverhalen, traditionele muziek en theaterprogramma's. Ook zong ze solo en was ze betrokken bij enkele cd-opnamen.
Op 1 februari 2001 ontnam de koning – die de monarchie liever niet geassocieerd zag met het bedrijfsleven – haar de aanspreektitel "Koninklijk". Hoewel zij het oudste kind van de koning is, is zij geen kroonprinses. Haar jongere broer is als man de beoogde troonopvolger.
Op 24 mei 2002 trouwde ze met de Noorse schrijver Ari Behn. Het paar kreeg drie dochters: Maud Angelica Behn (2003), Leah Isadora Behn (2005) en Emma Tallulah Behn (2008). In het najaar van 2004 verhuisde het gezin naar New York. In 2012 verhuisde het gezin naar Londen, en in 2014 keerde het terug naar Noorwegen. Op 5 augustus 2016 maakte het Noorse hof bekend dat de prinses en Behn gingen scheiden. De echtscheiding werd in 2017 uitgesproken. De ex-echtgenoten bleven samen het hoederecht over hun kinderen voeren. In december 2019 pleegde Behn op 47-jarige leeftijd zelfmoord.  
In 2019 kreeg de prinses een relatie met de Amerikaan Durek Verrett, een alternatieve genezer. Vanwege meerdere omstreden uitspraken van haar partner kwam de positie van Märtha Louise in Noorwegen ter discussie te staan, hetgeen er uiteindelijk toe leidde dat de prinses op 8 november 2022 bekendmaakte niet langer officiële plichtplegingen als lid van het koningshuis te zullen verrichten.